# Њива (лист)
Њива је недељни лист који је излазио у периоду од 1897. године до 1915. године са поднасловом Ратарски недељни лист.

## О листу
Лист је основао главни и једини уредник у његовој историји, Стеван В. Поповић - Чика Стева 1897. године у Будимпешти. Главна функција овог листа је била едукација из разних области као што су ратарство, повртарство, сточарство, здравље итд. Излазио је и након почетка Првог светског рата зато што је главни уредник у исто време био посланик сабора Угарске и самим тим уливао поверење тадашњој власти те земље.

### Тематика
Пошто је лист превасходно био намењен ратарима, највише је обрађивао теме из области ратарства, пољопривреде, сточарства, воћарства, повртарства, здравља али се бавио и тумачењем закона, новостима из земље и света, описивањем обичаја, књижевношћу и забавом. Рубрике које су се често појављивале у овом листу су Шта је ново, Здравље, Кроника, Забава и Чича мија дивани . Након почетка Првог светског рата, лист је садржао и чланке о дешавањима из рата који су често били пропраћени сликама на исту тему.

### Издања
Лист је издавало и штампало друштво Франклин у Будампешти и излазио је једном недељно, редовно од 1897. године до 1915. године посебно на српском, румунском, мађарском, словачком, немачком и русинском језику.

## Галерија
- Њива, Чича Мија дивани, број 2, страна 26, 1915.
- Њива, Позив на претплату, број 2, страна 32, 1916.
- Њива, Слике са ратишта у Србији, број 52, 1915.
- Њива, Забава, број 12, страна 189, 1915.
- Њива, Шта је ново, број 7, страна 106, 1915.
- Њива, Здравље, број 4, страна 58, 1915.